# Wet seal

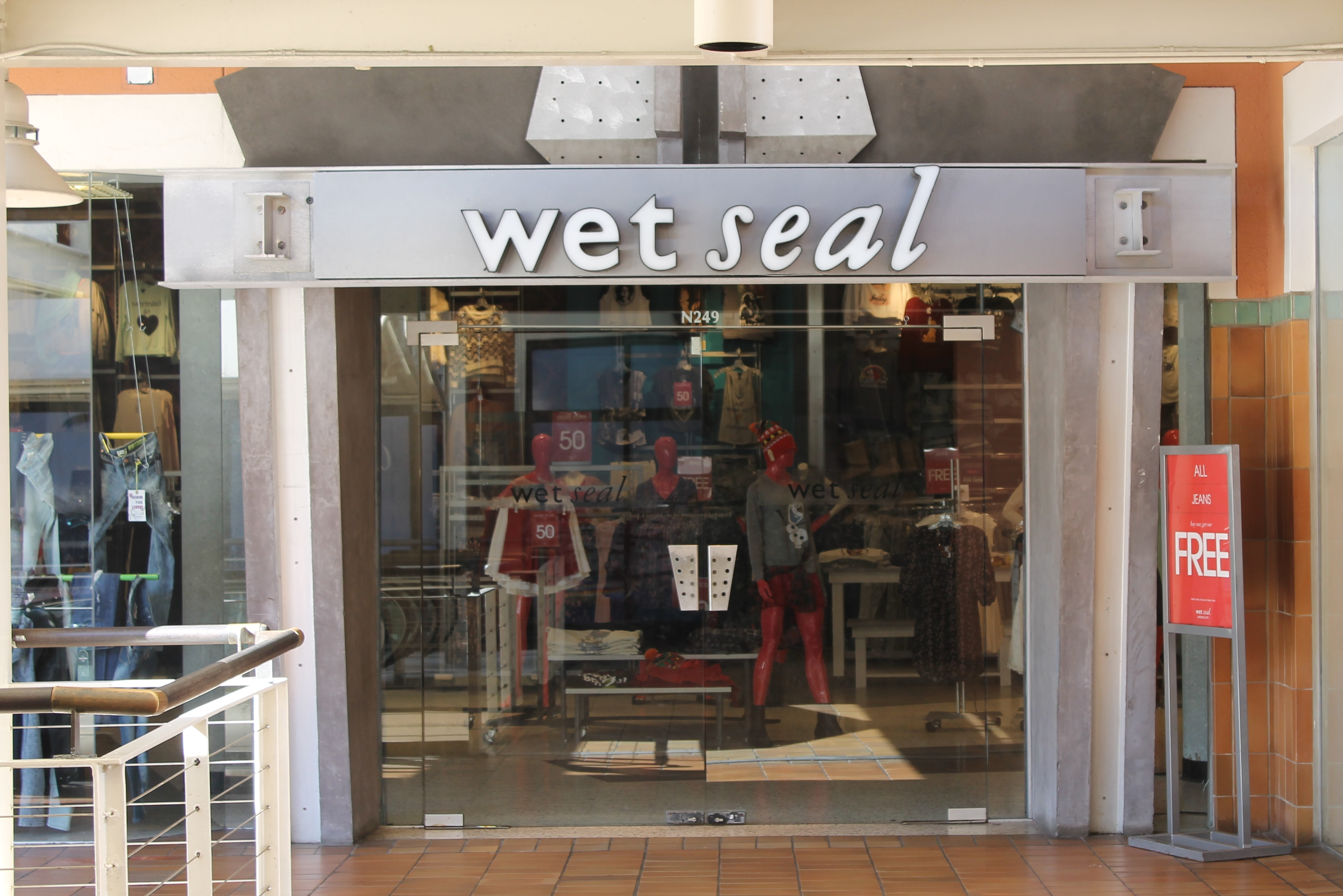
フロリダ州マイアミのショッピングモールベイサイド・マーケットプレイスにあるWet Sealの直販店

Wet Seal（ウェットシール）は、かつてアメリカ合衆国に存在したティーンエイジャー向け衣料品小売事業者であり、おもに低予算・低価格の衣料品やアクセサリを扱っていた。
この企業は、アメリカ合衆国カリフォルニア州オレンジ郡フットヒル・ランチに本社を構えていた。
アメリカ合衆国にてティンエイジャー向けの低予算・低価格の衣料品やアクセサリの販売を行っており、カラフルな色合いを特徴としていた。

## 歴史

### 創立から法人化（1962年-1990年）
1962年にカリフォルニア州オレンジ郡ニューポートビーチでローン・ヒューイックがローンズを立ち上げ、同年には同郡フットヒル・ランチにてThe Wet Seal, Inc.が設立された。"Wet Seal"という社名は、ヒューイックがファッションショーで見た水着姿のモデルが濡れたアシカ（ "wet seal"）のように見えたことに由来する。
1990年、ローンズは"Wet Seal"として法人登録された。

### 1995–2014：買収・姉妹ブランドの設立
1995年、Wet Sealは、ニーマン・マーカスから、コンテンポ・カジュアルズの店舗237軒を買い取った。
多くのコンテンポ・カジュアルズの店舗はWet Sealが1998年11月に立ち上げた新ブランドArden B.の店舗に改装され、残りの店舗は2001年をもって、Wet Sealの店舗へと改装された。
その1年後の1996年にはカントリー・シートの買収に失敗している。
2006年11月22日の時点で、 Wet Sealはアメリカ本土のうち48の州とプエルトリコにて、428店舗を運営していた が、同年、Wet SealはAndre B.の全店舗を2015年までに閉店することを発表した。
Wet Seal, Inc.およびその子会社はアメリカ合衆国において、女性向け衣料品・アクセサリを販売する専門小売店として運営していた。ショッピングモール向けのブランドとしては Wet Sealと Arden B、Blink by Wet Sealの3つがあり、このうちティーンエイジャーの少女向けの衣料品とアクセサリを扱うWet Sealと、フェミニンで現代的なツーピースやアクセサリを扱うArden Bはオンライン販売も手掛けていた。
Blink by Wet Sealは、2010年6月に立ち上げられたデニム専門ブランドであり、親ブランドであるWet Seal同様ティーンエイジャーの少女を主なターゲット層としているが、Wet Sealの店舗の広さが4,000平方フィート (370 m2)であるのに対し、Blinkの店舗の広さは 1,600平方フィート (150 m2)だった 。
FOREVER 21やシャーロットルッセとは客層が重複することから競争関係にあった。
FOREVER 21との競争が激化した2013年には、年3800万ドルの人件費を削減する目的で35人の従業員が解雇された。また、同じ年には「アルマーニのような金髪碧眼の白人」というブランドイメージにそぐわないという理由で解雇されたアフリカ系アメリカ人の元従業員たちが会社の経営陣を相手に訴訟を起こし、会社側は750万ドルを支払うことで原告と和解した。
流通コンサルタントの後藤文俊は2015年に投稿した自身のブログの中で、CEOの交代の繰り返しによる経営方針の不安定化でターゲット層にぶれが生じた結果、マーケティングや従業員の勤務管理に悪影響が出て、のちの経営破綻につながったのではないかと推測している。
その証拠として、後藤は過去10年間の年次報告書を取り上げ、2004年度のターゲット層は17歳～19歳だったのに対し、2006年度は17歳～25歳、2007年度は15歳～19歳へと変更され、その後もターゲット層の変更が何度も行われたことについて指摘し、「年齢が1歳違うだけでも若い女性のファッションの傾向は大きく変わるため、ターゲット層を拡大すると中心層が希薄化するリスクがある。」と述べている。

### 2015年-2017年：大量解雇、そして経営破たんへ
2015年1月、ティーンエイジャー向け衣料品を扱う同業他社との競争が激化したことを理由に、Wet Sealは従業員たちに閉店しないと説明しながらも多くの店舗を閉店した。
この突然の解雇を受け、従業員たちは自分の店の窓ガラスに、「Wet Sealの経営陣は従業員に閉店について話し、従業員に相対的にみて微々たる補償をいたしました」という内容の張り紙をした。また、一部の元従業員は「#ForgetWetSeal」や「#BoycottWetSeal」と書かれたポスターを店頭に掲示した写真をツイートした。
会社としてのWet Sealの株価は0.06ドルにまで落ち込んだ。
同1月16日、Wet Sealはカリフォルニア州の倒産裁判所にて連邦倒産法第11章を申請した。2017年1月27日、ビジネスインサイダーをはじめとする複数のメディアは、Wet Sealがすべての店舗を閉店したうえで、従業員を全員解雇したことを報じ、この現象がアメリカ合衆国における小売業の衰退の一面であると報じた。